# Barbablù (film 1972)
Barbablù (Bluebeard) è un film del 1972 diretto da Edward Dmytryk e firmato per il mercato italiano dall'assistente alla regia Luciano Sacripanti. Scritto da Ennio De Concini e Maria Pia Fusco, il film rielabora in chiave psicologica la fiaba di Charles Perrault, ambientandola nella Germania dell'avvento Nazista.

## Trama
Anne, la splendida moglie americana dell'aristocratico barone von Sepper - noto per la tonalità bluastra della sua barba e per la passione per le donne - scopre un antro segreto nel castello di suo marito, nel quale sono congelati i corpi delle sue precedenti mogli. Quando Anne chiede spiegazioni al marito, questi le risponde che ha trovato una facile e rapida alternativa al divorzio.

## Produzione
Richard Burton è Barbablù. Le sue sette mogli sono Raquel Welch, Virna Lisi, Agostina Belli, Marilù Tolo, Nathalie Delon, Karin Schubert e Joey Heatherton.
La musica è di Ennio Morricone. Le riprese sono state effettuate a Budapest.